# Siergiej Sniegow
Siergiej Aleksandrowicz Sniegow (Серге́й Алекса́ндрович Сне́гов) (ur. 5 sierpnia 1910, zm. 23 lutego 1994) – rosyjski pisarz radziecki, autor fantastyki naukowej.
W Polsce znany głównie dzięki trylogii Ludzie jak bogowie:
- Dalekie szlaki,
- W Perseuszu,
- Pętla wstecznego czasu.